# Kreis Strasburg
Der Kreis Strasburg war ein Kreis im Osten des Bezirks Neubrandenburg in der Deutschen Demokratischen Republik (DDR). Ab dem 17. Mai 1990 bestand er als Landkreis Strasburg fort. Sein Gebiet gehört heute zu den Landkreisen Uckermark in Brandenburg und Vorpommern-Greifswald sowie Mecklenburgische Seenplatte in Mecklenburg-Vorpommern (Hauptteil). Der Sitz der Kreisverwaltung befand sich in Strasburg.

## Geographie

### Lage
Der Kreis Strasburg lag östlich der Bezirkshauptstadt Neubrandenburg.

### Nachbarkreise
Der Kreis Strasburg grenzte im Uhrzeigersinn im Norden beginnend an die Kreise Neubrandenburg-Land, Ueckermünde, Pasewalk, Prenzlau und Neustrelitz.

## Geschichte
Der ehemalige uckermärkische Kreis Strasburg wurde am 25. Juli 1952 gegründet und gehörte bis 1990 zum Bezirk Neubrandenburg.
Am 17. Mai 1990 wurde aus dem Kreis der Landkreis Strasburg. Mit dem Ländereinführungsgesetz vom 22. Juli 1990 wurde der Landkreis Strasburg ein Teil des neu gegründeten Landes Mecklenburg-Vorpommern.
Durch den Staatsvertrag zwischen den Ländern Brandenburg und Mecklenburg-Vorpommern über die Änderung der gemeinsamen Landesgrenze vom 9. Mai 1992 wurden die Gemeinden Fahrenholz, Güterberg, Jagow, Lemmersdorf, Lübbenow, Milow, Trebenow, Wilsickow, Wismar und Wolfshagen aus dem Landkreis Strasburg ausgegliedert und fielen an das Land Brandenburg. Seit dem 6. Dezember 1993 gehören diese Gemeinden zum neu gegründeten Landkreis Uckermark.
Die Stadt Strasburg sowie Blumenhagen, Groß Luckow und Klein Luckow wurden am 12. Juni 1994 Teil des neuen Landkreises Uecker-Randow. Der größte Teil des Kreises (21 Gemeinden) ging im neugeschaffenen Landkreis Mecklenburg-Strelitz, heute Teil des Landkreises Mecklenburgische Seenplatte, auf.

## Städte und Gemeinden
Am 3. Oktober 1990 gehörten folgende 37 Gemeinden zum Landkreis Strasburg:
| Gemeinde- schlüssel | Gemeindenamen | Fläche in km² | Bevölkerung am | Bevölkerung am |
| 03.10.1990          | Gemeindenamen | Fläche in km² | 31.12.1990     |                |
| ------------------- | ------------- | ------------- | -------------- | -------------- |
| 13036030            | Ballin        | 19,42         | 525            | 524            |
| 13036050            | Blumenhagen   | 9,28          | 485            | 478            |
| 13036060            | Bredenfelde   | 10,98         | 291            | 289            |
| 13036070            | Fahrenholz    | 9,03          | 209            | 204            |
| 13036080            | Gehren        | 10,95         | 188            | 187            |
| 13036090            | Göhren        | 11,78         | 240            | 238            |
| 13036110            | Grauenhagen   | 9,14          | 187            | 187            |
| 13036120            | Groß Daberkow | 9,90          | 132            | 131            |
| 13036130            | Groß Luckow   | 8,84          | 370            | 363            |
| 13036140            | Groß Miltzow  | 36,38         | 1.398          | 1.391          |
| 13036160            | Güterberg     | 8,15          | 207            | 201            |
| 13036170            | Helpt         | 11,17         | 292            | 291            |
| 13036190            | Hinrichshagen | 18,91         | 332            | 332            |
| 13036210            | Jagow         | 28,93         | 625            | 622            |
| 13036220            | Klein Luckow  | 19,40         | 315            | 315            |
| 13036230            | Kreckow       | 12,14         | 226            | 220            |
| 13036240            | Kublank       | 13,48         | 314            | 317            |
| 13036250            | Lemmersdorf   | 24,24         | 704            | 689            |
| 13036260            | Leppin        | 22,39         | 593            | 591            |

| Gemeinde- schlüssel | Gemeindenamen    | Fläche in km² | Bevölkerung am | Bevölkerung am |
| 03.10.1990          | Gemeindenamen    | Fläche in km² | 31.12.1990     |                |
| ------------------- | ---------------- | ------------- | -------------- | -------------- |
| 13036280            | Lübbenow         | 8,90          | 408            | 405            |
| 13036300            | Mildenitz        | 20,31         | 506            | 505            |
| 13036310            | Milow            | 10,73         | 228            | 228            |
| 13036320            | Neetzka          | 13,35         | 301            | 298            |
| 13036330            | Neuensund        | 11,98         | 183            | 180            |
| 13036340            | Neu Käbelich     | 6,21          | 127            | 122            |
| 13036350            | Pasenow          | 10,35         | 216            | 215            |
| 13036360            | Petersdorf       | 7,79          | 178            | 175            |
| 13036380            | Rehberg          | 14,90         | 259            | 263            |
| 13036400            | Schönbeck        | 24,33         | 567            | 568            |
| 13036410            | Schönhausen      | 18,74         | 392            | 392            |
| 13036420            | Strasburg, Stadt | 63,90         | 7.592          | 7.561          |
| 13036430            | Trebenow         | 32,04         | 850            | 824            |
| 13036450            | Voigtsdorf       | 7,62          | 181            | 180            |
| 13036460            | Wilsickow        | 11,13         | 255            | 254            |
| 13036470            | Wismar           | 11,71         | 258            | 253            |
| 13036480            | Woldegk, Stadt   | 37,97         | 3.719          | 3.681          |
| 13036490            | Wolfshagen       | 14,22         | 344            | 336            |
| 13036               | Kreis Strasburg  | 629,69        | 24.197         | 24.010         |

Ehemalige Gemeinden
- Alt Käbelich, am 1. Januar 1972 zu Leppin
- Badresch, am 1. Januar 1973 zu Groß Miltzow
- Bandelow, am 1. August 1973 zu Trebenow
- Golm, am 1. Januar 1973 zu Groß Miltzow
- Groß Spiegelberg, am 1. Januar 1973 zu Klein Luckow
- Hildebrandshagen, am 1. Januar 1973 zu Woldegk
- Holzendorf, am 1. Januar 1973 zu Groß Miltzow
- Hornshagen, am 1. Juli 1972 zu Strasburg
- Lindow, am 1. Januar 1973 zu Groß Miltzow
- Matzdorf, am 1. Januar 1973 zu Schönhausen
- Rattey, am 1. Januar 1973 zu Schönbeck
- Schlepkow, am 1. Mai 1979 zu Lemmersdorf
- Schwarzensee, am 1. Juli 1965 zu Strasburg
- Ulrichshof, am 1. Januar 1973 zu Groß Miltzow
- Werbelow, am 1. Januar 1957 zu Trebenow

## Kfz-Kennzeichen
Den Kraftfahrzeugen (mit Ausnahme der Motorräder) und Anhängern wurden von etwa 1974 bis Ende 1990 dreibuchstabige Unterscheidungszeichen, die mit dem Buchstabenpaar CN begannen, zugewiesen. Die letzte für Motorräder genutzte Kennzeichenserie war CR 68-86 bis CR 74-20.
Anfang 1991 erhielt der Landkreis das Unterscheidungszeichen SBG. Es wurde bis zum 11. Juni 1994 ausgegeben. Seit dem 10. Juli 2013 ist es im Landkreis Vorpommern-Greifswald erhältlich
(Kennzeichenliberalisierung).